# آرکادیان (فیلم)
آرکادیان (به انگلیسی: Arcadian) یک فیلم ترسناک اکشن محصول ۲۰۲۴ به کارگردانی بن بروور با بازی نیکلاس کیج، جیدن مارتل و ماکسول جنکینس است. کیج در آن نقش پدر دو پسر نوجوان را بازی می‌کند که همگی در تلاش برای زنده ماندن در دنیای پساآخرالزمانی هستند.
این فیلم در ۱۱ مارس ۲۰۲۴ در جنوب از جنوب غربی به نمایش درآمد و پس از آن توسط آرال‌جی‌ای فیلمز در ایالات متحده در ۱۲ آوریل ۲۰۲۴ اکران شد.

## خلاصه داستان
یک تریلر اکشن بقا دربارهٔ پدر و پسران دوقلویش که سعی می‌کنند از موجودات وحشی جان سالم به در ببرند که به خانه آنها در یک مزرعه دورافتاده حمله شده است.

## بازیگران
- نیکلاس کیج
- جیدن مارتل
- مکسول جنکینز

## تولید
در اکتبر ۲۰۲۲، اعلام شد که کیج در این فیلم بازی خواهد کرد. در نوامبر ۲۰۲۲، اعلام شد که مارتل، جنکینز و سوورال به بازیگران پیوستند و فیلمبرداری در دوبلین انجام شد. در فوریه ۲۰۲۳، اعلام شد که فیلمبرداری در دوبلین به پایان رسیده است و فیلم در مرحله پس از تولید است.

## بازخورد
در وبگاه جمع‌آوری نقد راتن تومیتوز، ٪۸۳ از ۷۲ بررسی منتقدان مثبت است و میانگینِ امتیاز آن ۶٫۶/۱۰ است. اجماع این وبگاه چنین می‌نویسد: «آرکادیا با هدایت به‌وسیلهٔ سه اجرای قوی، درام خانوادگی و ترسناک پساآخرالزمانی را با اثری احشایی و بسیار هیجان‌انگیز ترکیب می‌کند.» این فیلم در متاکریتیک که از میانگین وزنی استفاده می‌کند، بر اساس نظر ۱۹ منتقدین امتیاز ۶۰ از ۱۰۰ را کسب کرده که نشان‌گر «نقدهای مختلط یا متوسط» است.